# Antiphrisson breviaristatus
Antiphrisson breviaristatus är en tvåvingeart som beskrevs av Pavel Lehr 1972. Antiphrisson breviaristatus ingår i släktet Antiphrisson och familjen rovflugor. Inga underarter finns listade i Catalogue of Life.